# Club-Cola

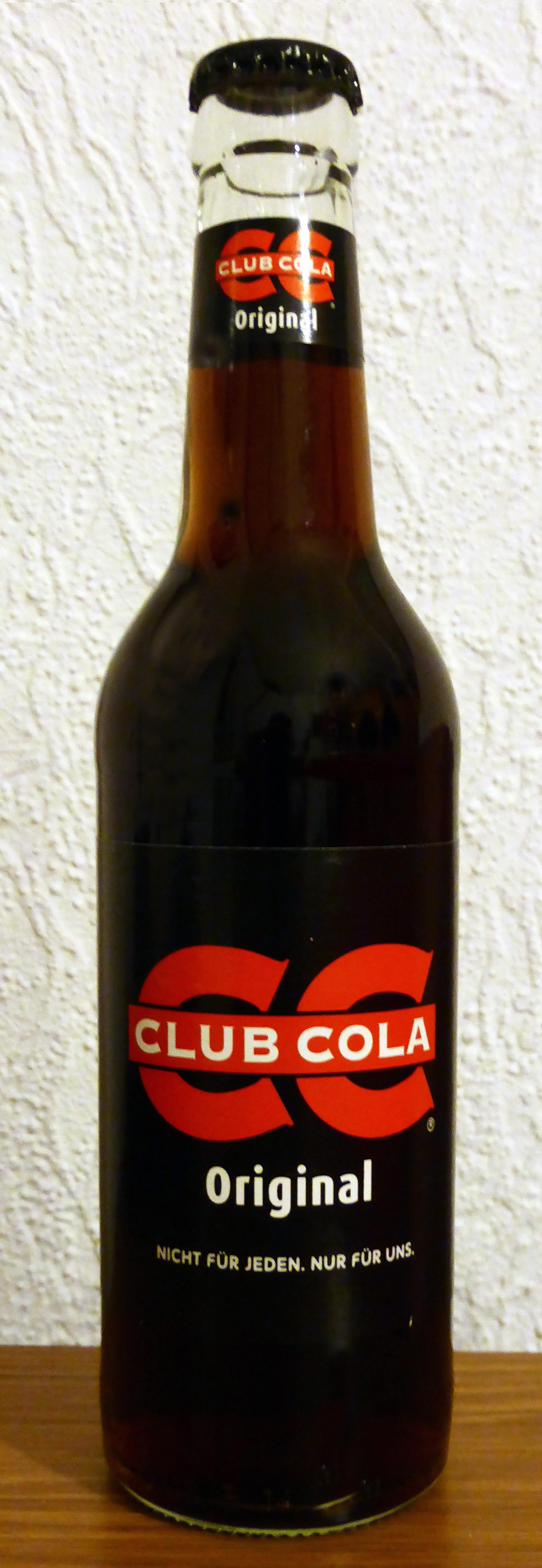
Club-Cola, 2014

Club-Cola är en tysk coladryck, framförallt populär i det forna DDR.
Club-Cola togs fram under DDR-tiden som ett svar på de coladrycker som fanns i väst. Tillverkningen av Club-Cola startade 1967 i Berlin och drycken blev snabbt mycket populär.